# Дім Харконненів

Помаранчевий «гвідон» Дому Харконненів.

Блакитний грифон — емблема Дому Харконненів.

Дім Харконненів — могутній рід, який має велике сюжетне значення у Всесвіті Дюни, створеному письменником Френком Гербертом. Дім Харконненів — один з Великих Домів галактичної феодальної імперії. Представники Дому Харконненів відіграють значну роль у Всесвіті Дюни. Згідно з книгою «Дім Харконненів», їхній герб — блакитний грифон, проте в «Енциклопедії Дюни» гербом вказана голова барана.

## Характерні риси
Харконнени — головні противники роду Атрідів і описуються як їхні антиподи. Їхня ворожнеча почалася з непорозумінь між прабатьками їхніх родів ще в останні роки війни людей з мислездатними машинами. У той час як Атріди описуються благородними людьми честі, Харконнени постають честолюбцями, що не гребують підлостями та інтригами.

## Етимологія назви
Родове ім'я Харконненів походить від фінського імені Härkönen, що утворилося від слова härkä — віл.

## Генеалогічне дерево роду Харконненів
Згідно з книгою «Батлеріанский джихад», дім Харконненів існував ще задовго до початку Джихаду. Старий дім Харконненів припинив існування, коли один з героїв Джихаду — Ксав'єр Харконнен, зазнав наклепу, а його нащадки змінили свої прізвища на Батлер.
Новий Дім Харконненів був заснований онуком Ксав'єра Харконнена — Абалурдом Батлером, який знову прийняв прізвище Харконнен. За інцидент, що стався під час битви за планету Коррін, він був довічно засланий на Ланківейль, а його рідний брат, відрікшись від нього, став засновником дому Корріно.
| Ульф Харконнен d. 217 БГ | Ульф Харконнен d. 217 БГ | Ульф Харконнен d. 217 БГ | Ульф Харконнен d. 217 БГ | Ульф Харконнен d. 217 БГ          | Ульф Харконнен d. 217 БГ          |                                   |                                   | Катерина Харконнен d. 217 БГ      | Катерина Харконнен d. 217 БГ      | Катерина Харконнен d. 217 БГ   | Катерина Харконнен d. 217 БГ   | Катерина Харконнен d. 217 БГ   | Катерина Харконнен d. 217 БГ   |                            |                            | Маніон Батлер 250 - 166 БГ | Маніон Батлер 250 - 166 БГ | Маніон Батлер 250 - 166 БГ | Маніон Батлер 250 - 166 БГ | Маніон Батлер 250 - 166 БГ            | Маніон Батлер 250 - 166 БГ            |                                       |                                       | Лівія Батлер 247 - 166 БГ             | Лівія Батлер 247 - 166 БГ             | Лівія Батлер 247 - 166 БГ  | Лівія Батлер 247 - 166 БГ  | Лівія Батлер 247 - 166 БГ       | Лівія Батлер 247 - 166 БГ       |                                 |                                 |                                 |                                 |  |  |                      |                      |                      |                      |                      |                      |                 |                 |                   |                   |                   |                   |                   |                   |  |  |
| Ульф Харконнен d. 217 БГ | Ульф Харконнен d. 217 БГ | Ульф Харконнен d. 217 БГ | Ульф Харконнен d. 217 БГ | Ульф Харконнен d. 217 БГ          | Ульф Харконнен d. 217 БГ          |                                   |                                   | Катерина Харконнен d. 217 БГ      | Катерина Харконнен d. 217 БГ      | Катерина Харконнен d. 217 БГ   | Катерина Харконнен d. 217 БГ   | Катерина Харконнен d. 217 БГ   | Катерина Харконнен d. 217 БГ   |                            |                            | Маніон Батлер 250 - 166 БГ | Маніон Батлер 250 - 166 БГ | Маніон Батлер 250 - 166 БГ | Маніон Батлер 250 - 166 БГ | Маніон Батлер 250 - 166 БГ            | Маніон Батлер 250 - 166 БГ            |                                       |                                       | Лівія Батлер 247 - 166 БГ             | Лівія Батлер 247 - 166 БГ             | Лівія Батлер 247 - 166 БГ  | Лівія Батлер 247 - 166 БГ  | Лівія Батлер 247 - 166 БГ       | Лівія Батлер 247 - 166 БГ       |                                 |                                 |                                 |                                 |  |  |                      |                      |                      |                      |                      |                      |                 |                 |                   |                   |                   |                   |                   |                   |  |  |
|                          |                          |                          |                          |                                   |                                   |                                   |                                   |                                   |                                   |                                |                                |                                |                                |                            |                            |                            |                            |                            |                            |                                       |                                       |                                       |                                       |                                       |                                       |                            |                            |                                 |                                 |                                 |                                 |                                 |                                 |  |  |                      |                      |                      |                      |                      |                      |                 |                 |                   |                   |                   |                   |                   |                   |  |  |
|                          |                          |                          |                          |                                   |                                   |                                   |                                   |                                   |                                   |                                |                                |                                |                                |                            |                            |                            |                            |                            |                            |                                       |                                       |                                       |                                       |                                       |                                       |                            |                            |                                 |                                 |                                 |                                 |                                 |                                 |  |  |                      |                      |                      |                      |                      |                      |                 |                 |                   |                   |                   |                   |                   |                   |  |  |
| Пірс Харконнен b. 236 БГ | Пірс Харконнен b. 236 БГ | Пірс Харконнен b. 236 БГ | Пірс Харконнен b. 236 БГ | Пірс Харконнен b. 236 БГ          | Пірс Харконнен b. 236 БГ          |                                   |                                   | Ксав'єр Харконнен 223 - 164 БГ    | Ксав'єр Харконнен 223 - 164 БГ    | Ксав'єр Харконнен 223 - 164 БГ | Ксав'єр Харконнен 223 - 164 БГ | Ксав'єр Харконнен 223 - 164 БГ | Ксав'єр Харконнен 223 - 164 БГ |                            |                            | Окта Батлер до 219 БГ      | Окта Батлер до 219 БГ      | Окта Батлер до 219 БГ      | Окта Батлер до 219 БГ      | Окта Батлер до 219 БГ                 | Окта Батлер до 219 БГ                 |                                       |                                       | Серена Батлер 221 - 164 БГ            | Серена Батлер 221 - 164 БГ            | Серена Батлер 221 - 164 БГ | Серена Батлер 221 - 164 БГ | Серена Батлер 221 - 164 БГ      | Серена Батлер 221 - 164 БГ      |                                 |                                 |                                 |                                 |  |  |                      |                      |                      |                      |                      |                      |                 |                 |                   |                   |                   |                   |                   |                   |  |  |
| Пірс Харконнен b. 236 БГ | Пірс Харконнен b. 236 БГ | Пірс Харконнен b. 236 БГ | Пірс Харконнен b. 236 БГ | Пірс Харконнен b. 236 БГ          | Пірс Харконнен b. 236 БГ          |                                   |                                   | Ксав'єр Харконнен 223 - 164 БГ    | Ксав'єр Харконнен 223 - 164 БГ    | Ксав'єр Харконнен 223 - 164 БГ | Ксав'єр Харконнен 223 - 164 БГ | Ксав'єр Харконнен 223 - 164 БГ | Ксав'єр Харконнен 223 - 164 БГ |                            |                            | Окта Батлер до 219 БГ      | Окта Батлер до 219 БГ      | Окта Батлер до 219 БГ      | Окта Батлер до 219 БГ      | Окта Батлер до 219 БГ                 | Окта Батлер до 219 БГ                 |                                       |                                       | Серена Батлер 221 - 164 БГ            | Серена Батлер 221 - 164 БГ            | Серена Батлер 221 - 164 БГ | Серена Батлер 221 - 164 БГ | Серена Батлер 221 - 164 БГ      | Серена Батлер 221 - 164 БГ      |                                 |                                 |                                 |                                 |  |  |                      |                      |                      |                      |                      |                      |                 |                 |                   |                   |                   |                   |                   |                   |  |  |
|                          |                          |                          |                          |                                   |                                   |                                   |                                   |                                   |                                   |                                |                                |                                |                                |                            |                            |                            |                            |                            |                            |                                       |                                       |                                       |                                       |                                       |                                       |                            |                            |                                 |                                 |                                 |                                 |                                 |                                 |  |  |                      |                      |                      |                      |                      |                      |                 |                 |                   |                   |                   |                   |                   |                   |  |  |
|                          |                          |                          |                          |                                   |                                   |                                   |                                   |                                   |                                   |                                |                                |                                |                                |                            |                            |                            |                            |                            |                            |                                       |                                       |                                       |                                       |                                       |                                       |                            |                            |                                 |                                 |                                 |                                 |                                 |                                 |  |  |                      |                      |                      |                      |                      |                      |                 |                 |                   |                   |                   |                   |                   |                   |  |  |
|                          |                          |                          |                          | Роелла Харконнен до 201 БГ        | Роелла Харконнен до 201 БГ        | Роелла Харконнен до 201 БГ        | Роелла Харконнен до 201 БГ        | Роелла Харконнен до 201 БГ        | Роелла Харконнен до 201 БГ        |                                |                                | Омілія Харконнен до 199 БГ     | Омілія Харконнен до 199 БГ     | Омілія Харконнен до 199 БГ | Омілія Харконнен до 199 БГ | Омілія Харконнен до 199 БГ | Омілія Харконнен до 199 БГ |                            |                            | Вандра Харконнен (Батлер) 174 - 87 БГ | Вандра Харконнен (Батлер) 174 - 87 БГ | Вандра Харконнен (Батлер) 174 - 87 БГ | Вандра Харконнен (Батлер) 174 - 87 БГ | Вандра Харконнен (Батлер) 174 - 87 БГ | Вандра Харконнен (Батлер) 174 - 87 БГ |                            |                            | Квентін Вігар (Батлер) до 88 БГ | Квентін Вігар (Батлер) до 88 БГ | Квентін Вігар (Батлер) до 88 БГ | Квентін Вігар (Батлер) до 88 БГ | Квентін Вігар (Батлер) до 88 БГ | Квентін Вігар (Батлер) до 88 БГ |  |  |                      |                      |                      |                      |                      |                      |                 |                 |                   |                   |                   |                   |                   |                   |  |  |
|                          |                          |                          |                          | Роелла Харконнен до 201 БГ        | Роелла Харконнен до 201 БГ        | Роелла Харконнен до 201 БГ        | Роелла Харконнен до 201 БГ        | Роелла Харконнен до 201 БГ        | Роелла Харконнен до 201 БГ        |                                |                                | Омілія Харконнен до 199 БГ     | Омілія Харконнен до 199 БГ     | Омілія Харконнен до 199 БГ | Омілія Харконнен до 199 БГ | Омілія Харконнен до 199 БГ | Омілія Харконнен до 199 БГ |                            |                            | Вандра Харконнен (Батлер) 174 - 87 БГ | Вандра Харконнен (Батлер) 174 - 87 БГ | Вандра Харконнен (Батлер) 174 - 87 БГ | Вандра Харконнен (Батлер) 174 - 87 БГ | Вандра Харконнен (Батлер) 174 - 87 БГ | Вандра Харконнен (Батлер) 174 - 87 БГ |                            |                            | Квентін Вігар (Батлер) до 88 БГ | Квентін Вігар (Батлер) до 88 БГ | Квентін Вігар (Батлер) до 88 БГ | Квентін Вігар (Батлер) до 88 БГ | Квентін Вігар (Батлер) до 88 БГ | Квентін Вігар (Батлер) до 88 БГ |  |  |                      |                      |                      |                      |                      |                      |                 |                 |                   |                   |                   |                   |                   |                   |  |  |
|                          |                          |                          |                          |                                   |                                   |                                   |                                   |                                   |                                   |                                |                                |                                |                                |                            |                            |                            |                            |                            |                            |                                       |                                       |                                       |                                       |                                       |                                       |                            |                            |                                 |                                 |                                 |                                 |                                 |                                 |  |  |                      |                      |                      |                      |                      |                      |                 |                 |                   |                   |                   |                   |                   |                   |  |  |
|                          |                          |                          |                          |                                   |                                   |                                   |                                   |                                   |                                   |                                |                                |                                |                                |                            |                            |                            |                            |                            |                            |                                       |                                       |                                       |                                       |                                       |                                       |                            |                            |                                 |                                 |                                 |                                 |                                 |                                 |  |  |                      |                      |                      |                      |                      |                      |                 |                 |                   |                   |                   |                   |                   |                   |  |  |
|                          |                          |                          |                          | Файкан Батлер (Корріно) до 145 БГ | Файкан Батлер (Корріно) до 145 БГ | Файкан Батлер (Корріно) до 145 БГ | Файкан Батлер (Корріно) до 145 БГ | Файкан Батлер (Корріно) до 145 БГ | Файкан Батлер (Корріно) до 145 БГ |                                |                                | Риков Батлер 138 - 108 БГ      | Риков Батлер 138 - 108 БГ      | Риков Батлер 138 - 108 БГ  | Риков Батлер 138 - 108 БГ  | Риков Батлер 138 - 108 БГ  | Риков Батлер 138 - 108 БГ  |                            |                            | Kohe Tantor до 108 БГ                 | Kohe Tantor до 108 БГ                 | Kohe Tantor до 108 БГ                 | Kohe Tantor до 108 БГ                 | Kohe Tantor до 108 БГ                 | Kohe Tantor до 108 БГ                 |                            |                            | Абалурд Харконнен до 126 БГ     | Абалурд Харконнен до 126 БГ     | Абалурд Харконнен до 126 БГ     | Абалурд Харконнен до 126 БГ     | Абалурд Харконнен до 126 БГ     | Абалурд Харконнен до 126 БГ     |  |  |                      |                      |                      |                      |                      |                      |                 |                 |                   |                   |                   |                   |                   |                   |  |  |
|                          |                          |                          |                          | Файкан Батлер (Корріно) до 145 БГ | Файкан Батлер (Корріно) до 145 БГ | Файкан Батлер (Корріно) до 145 БГ | Файкан Батлер (Корріно) до 145 БГ | Файкан Батлер (Корріно) до 145 БГ | Файкан Батлер (Корріно) до 145 БГ |                                |                                | Риков Батлер 138 - 108 БГ      | Риков Батлер 138 - 108 БГ      | Риков Батлер 138 - 108 БГ  | Риков Батлер 138 - 108 БГ  | Риков Батлер 138 - 108 БГ  | Риков Батлер 138 - 108 БГ  |                            |                            | Kohe Tantor до 108 БГ                 | Kohe Tantor до 108 БГ                 | Kohe Tantor до 108 БГ                 | Kohe Tantor до 108 БГ                 | Kohe Tantor до 108 БГ                 | Kohe Tantor до 108 БГ                 |                            |                            | Абалурд Харконнен до 126 БГ     | Абалурд Харконнен до 126 БГ     | Абалурд Харконнен до 126 БГ     | Абалурд Харконнен до 126 БГ     | Абалурд Харконнен до 126 БГ     | Абалурд Харконнен до 126 БГ     |  |  |                      |                      |                      |                      |                      |                      |                 |                 |                   |                   |                   |                   |                   |                   |  |  |
|                          |                          |                          |                          |                                   |                                   |                                   |                                   |                                   |                                   |                                |                                |                                |                                |                            |                            |                            |                            |                            |                            |                                       |                                       |                                       |                                       |                                       |                                       |                            |                            |                                 |                                 |                                 |                                 |                                 |                                 |  |  |                      |                      |                      |                      |                      |                      |                 |                 |                   |                   |                   |                   |                   |                   |  |  |
|                          |                          |                          |                          | Дім Корріно                       | Дім Корріно                       | Дім Корріно                       | Дім Корріно                       | Дім Корріно                       | Дім Корріно                       |                                |                                |                                |                                |                            |                            | Райна Батлер до 119 БГ     | Райна Батлер до 119 БГ     | Райна Батлер до 119 БГ     | Райна Батлер до 119 БГ     | Райна Батлер до 119 БГ                | Райна Батлер до 119 БГ                |                                       |                                       |                                       |                                       |                            |                            |                                 |                                 |                                 |                                 |                                 |                                 |  |  |                      |                      |                      |                      |                      |                      |                 |                 |                   |                   |                   |                   |                   |                   |  |  |
|                          |                          |                          |                          | Дім Корріно                       | Дім Корріно                       | Дім Корріно                       | Дім Корріно                       | Дім Корріно                       | Дім Корріно                       |                                |                                |                                |                                |                            |                            | Райна Батлер до 119 БГ     | Райна Батлер до 119 БГ     | Райна Батлер до 119 БГ     | Райна Батлер до 119 БГ     | Райна Батлер до 119 БГ                | Райна Батлер до 119 БГ                |                                       |                                       |                                       |                                       |                            |                            |                                 |                                 |                                 |                                 |                                 |                                 |  |  |                      |                      |                      |                      |                      |                      |                 |                 |                   |                   |                   |                   |                   |                   |  |  |
|                          |                          |                          |                          |                                   |                                   |                                   |                                   |                                   |                                   |                                |                                |                                |                                |                            |                            |                            |                            |                            |                            |                                       |                                       |                                       |                                       |                                       |                                       |                            |                            |                                 |                                 |                                 |                                 |                                 |                                 |  |  |                      |                      |                      |                      |                      |                      |                 |                 |                   |                   |                   |                   |                   |                   |  |  |
|                          |                          |                          |                          |                                   |                                   |                                   |                                   |                                   |                                   |                                |                                |                                |                                |                            |                            | Вікторія Харконнен         | Вікторія Харконнен         | Вікторія Харконнен         | Вікторія Харконнен         | Вікторія Харконнен                    | Вікторія Харконнен                    |                                       |                                       |                                       |                                       |                            |                            | Дмитро Харконнен                | Дмитро Харконнен                | Дмитро Харконнен                | Дмитро Харконнен                | Дмитро Харконнен                | Дмитро Харконнен                |  |  |                      |                      |                      |                      | Дафна Харконнен      | Дафна Харконнен      | Дафна Харконнен | Дафна Харконнен | Дафна Харконнен   | Дафна Харконнен   |                   |                   |                   |                   |  |  |
|                          |                          |                          |                          |                                   |                                   |                                   |                                   |                                   |                                   |                                |                                |                                |                                |                            |                            | Вікторія Харконнен         | Вікторія Харконнен         | Вікторія Харконнен         | Вікторія Харконнен         | Вікторія Харконнен                    | Вікторія Харконнен                    |                                       |                                       |                                       |                                       |                            |                            | Дмитро Харконнен                | Дмитро Харконнен                | Дмитро Харконнен                | Дмитро Харконнен                | Дмитро Харконнен                | Дмитро Харконнен                |  |  |                      |                      |                      |                      | Дафна Харконнен      | Дафна Харконнен      | Дафна Харконнен | Дафна Харконнен | Дафна Харконнен   | Дафна Харконнен   |                   |                   |                   |                   |  |  |
|                          |                          |                          |                          |                                   |                                   |                                   |                                   |                                   |                                   |                                |                                |                                |                                |                            |                            |                            |                            |                            |                            |                                       |                                       |                                       |                                       |                                       |                                       |                            |                            |                                 |                                 |                                 |                                 |                                 |                                 |  |  |                      |                      |                      |                      |                      |                      |                 |                 |                   |                   |                   |                   |                   |                   |  |  |
|                          |                          |                          |                          |                                   |                                   |                                   |                                   |                                   |                                   |                                |                                |                                |                                |                            |                            |                            |                            |                            |                            |                                       |                                       |                                       |                                       |                                       |                                       |                            |                            |                                 |                                 |                                 |                                 |                                 |                                 |  |  |                      |                      |                      |                      |                      |                      |                 |                 |                   |                   |                   |                   |                   |                   |  |  |
|                          |                          |                          |                          | Дім Атрідів                       | Дім Атрідів                       | Дім Атрідів                       | Дім Атрідів                       | Дім Атрідів                       | Дім Атрідів                       |                                |                                | Гай Єлена Могіям               | Гай Єлена Могіям               | Гай Єлена Могіям           | Гай Єлена Могіям           | Гай Єлена Могіям           | Гай Єлена Могіям           |                            |                            | Владімір Харконнен                    | Владімір Харконнен                    | Владімір Харконнен                    | Владімір Харконнен                    | Владімір Харконнен                    | Владімір Харконнен                    |                            |                            | Еммі Раббан                     | Еммі Раббан                     | Еммі Раббан                     | Еммі Раббан                     | Еммі Раббан                     | Еммі Раббан                     |  |  | Абалурд Харконнен II | Абалурд Харконнен II | Абалурд Харконнен II | Абалурд Харконнен II | Абалурд Харконнен II | Абалурд Харконнен II |                 |                 | Маротін Харконнен | Маротін Харконнен | Маротін Харконнен | Маротін Харконнен | Маротін Харконнен | Маротін Харконнен |  |  |
|                          |                          |                          |                          | Дім Атрідів                       | Дім Атрідів                       | Дім Атрідів                       | Дім Атрідів                       | Дім Атрідів                       | Дім Атрідів                       |                                |                                | Гай Єлена Могіям               | Гай Єлена Могіям               | Гай Єлена Могіям           | Гай Єлена Могіям           | Гай Єлена Могіям           | Гай Єлена Могіям           |                            |                            | Владімір Харконнен                    | Владімір Харконнен                    | Владімір Харконнен                    | Владімір Харконнен                    | Владімір Харконнен                    | Владімір Харконнен                    |                            |                            | Еммі Раббан                     | Еммі Раббан                     | Еммі Раббан                     | Еммі Раббан                     | Еммі Раббан                     | Еммі Раббан                     |  |  | Абалурд Харконнен II | Абалурд Харконнен II | Абалурд Харконнен II | Абалурд Харконнен II | Абалурд Харконнен II | Абалурд Харконнен II |                 |                 | Маротін Харконнен | Маротін Харконнен | Маротін Харконнен | Маротін Харконнен | Маротін Харконнен | Маротін Харконнен |  |  |
|                          |                          |                          |                          |                                   |                                   |                                   |                                   |                                   |                                   |                                |                                |                                |                                |                            |                            |                            |                            |                            |                            |                                       |                                       |                                       |                                       |                                       |                                       |                            |                            |                                 |                                 |                                 |                                 |                                 |                                 |  |  |                      |                      |                      |                      |                      |                      |                 |                 |                   |                   |                   |                   |                   |                   |  |  |
|                          |                          |                          |                          |                                   |                                   |                                   |                                   |                                   |                                   |                                |                                |                                |                                |                            |                            |                            |                            |                            |                            |                                       |                                       |                                       |                                       |                                       |                                       |                            |                            |                                 |                                 |                                 |                                 |                                 |                                 |  |  |                      |                      |                      |                      |                      |                      |                 |                 |                   |                   |                   |                   |                   |                   |  |  |
|                          |                          |                          |                          | Лето Атрід                        | Лето Атрід                        | Лето Атрід                        | Лето Атрід                        | Лето Атрід                        | Лето Атрід                        |                                |                                |                                |                                |                            |                            | Леді Джессіка              | Леді Джессіка              | Леді Джессіка              | Леді Джессіка              | Леді Джессіка                         | Леді Джессіка                         |                                       |                                       |                                       |                                       |                            |                            | Глоссу Раббан                   | Глоссу Раббан                   | Глоссу Раббан                   | Глоссу Раббан                   | Глоссу Раббан                   | Глоссу Раббан                   |  |  | Фейд-Раута Харконнен | Фейд-Раута Харконнен | Фейд-Раута Харконнен | Фейд-Раута Харконнен | Фейд-Раута Харконнен | Фейд-Раута Харконнен |                 |                 |                   |                   |                   |                   |                   |                   |  |  |
|                          |                          |                          |                          | Лето Атрід                        | Лето Атрід                        | Лето Атрід                        | Лето Атрід                        | Лето Атрід                        | Лето Атрід                        |                                |                                |                                |                                |                            |                            | Леді Джессіка              | Леді Джессіка              | Леді Джессіка              | Леді Джессіка              | Леді Джессіка                         | Леді Джессіка                         |                                       |                                       |                                       |                                       |                            |                            | Глоссу Раббан                   | Глоссу Раббан                   | Глоссу Раббан                   | Глоссу Раббан                   | Глоссу Раббан                   | Глоссу Раббан                   |  |  | Фейд-Раута Харконнен | Фейд-Раута Харконнен | Фейд-Раута Харконнен | Фейд-Раута Харконнен | Фейд-Раута Харконнен | Фейд-Раута Харконнен |                 |                 |                   |                   |                   |                   |                   |                   |  |  |
|                          |                          |                          |                          |                                   |                                   |                                   |                                   |                                   |                                   |                                |                                |                                |                                |                            |                            |                            |                            |                            |                            |                                       |                                       |                                       |                                       |                                       |                                       |                            |                            |                                 |                                 |                                 |                                 |                                 |                                 |  |  |                      |                      |                      |                      |                      |                      |                 |                 |                   |                   |                   |                   |                   |                   |  |  |
|                          |                          |                          |                          |                                   |                                   |                                   |                                   |                                   |                                   |                                |                                |                                |                                |                            |                            |                            |                            |                            |                            |                                       |                                       |                                       |                                       |                                       |                                       |                            |                            |                                 |                                 |                                 |                                 |                                 |                                 |  |  |                      |                      |                      |                      |                      |                      |                 |                 |                   |                   |                   |                   |                   |                   |  |  |
|                          |                          |                          |                          |                                   |                                   | Пол Атрід                         | Пол Атрід                         | Пол Атрід                         | Пол Атрід                         | Пол Атрід                      | Пол Атрід                      |                                |                                | Алія Атрід                 | Алія Атрід                 | Алія Атрід                 | Алія Атрід                 | Алія Атрід                 | Алія Атрід                 |                                       |                                       |                                       |                                       |                                       |                                       |                            |                            |                                 |                                 |                                 |                                 |                                 |                                 |  |  |                      |                      |                      |                      |                      |                      |                 |                 |                   |                   |                   |                   |                   |                   |  |  |

- БГ — до утворення Гільдії навігаторів (без Гільдії).

## У подіях роману «Дюна»
У романі Дюна глава Дому Харконненів, барон Володимир, вступає в змову з падишах-імператором Шаддамом IV з Дому Корріно для повного знищення будинку Атрідів, що став на їхню думку надмірно могутнім. Однак в результаті барон Володимир Харконнен гине від рук своєї внучки Алії Атрід, Шаддама Корріно змушують відректися від престолу, а престол Золотого Лева посідає падишах-імператор Пол Муад'Діб Атрід.

## Герб
Згідно з романом, гербом Харконненів є зображення грифона. Книга Енциклопедія Дюни змінила його на зображення голови барана, що і запозичили творці ігор за мотивами всесвіту Дюни.

## У відеоіграх
| Гра                      | Примітки | Примітки | |
| ------------------------ | --- | --- | --- |
| Dune II                  | - Колір Дому Харконненів — червоний. - Унікальний юніт Дому — Девастатор, найпотужніший танк у грі. Ефективний у боротьбі з піхотою, бойовими танками і будівлями, проте вельми повільний. Завдяки ядерному двигуну, при знищенні або за рішенням гравця може вибухнути, завдаючи шкоди довколишнім юнітам. - Рука смерті — суперзброя Дому, ракета, що запускається з Палацу Харконненів. Може націлюватися на будь-яку точку карти, при влучанні завдаючи масової шкоди. У той же час відрізняється неточністю наведення і довгим часом перезарядки. | - Колір Дому Харконненів — червоний. - Унікальний юніт Дому — Девастатор, найпотужніший танк у грі. Ефективний у боротьбі з піхотою, бойовими танками і будівлями, проте вельми повільний. Завдяки ядерному двигуну, при знищенні або за рішенням гравця може вибухнути, завдаючи шкоди довколишнім юнітам. - Рука смерті — суперзброя Дому, ракета, що запускається з Палацу Харконненів. Може націлюватися на будь-яку точку карти, при влучанні завдаючи масової шкоди. У той же час відрізняється неточністю наведення і довгим часом перезарядки. | - Колір Дому Харконненів — червоний. - Унікальний юніт Дому — Девастатор, найпотужніший танк у грі. Ефективний у боротьбі з піхотою, бойовими танками і будівлями, проте вельми повільний. Завдяки ядерному двигуну, при знищенні або за рішенням гравця може вибухнути, завдаючи шкоди довколишнім юнітам. - Рука смерті — суперзброя Дому, ракета, що запускається з Палацу Харконненів. Може націлюватися на будь-яку точку карти, при влучанні завдаючи масової шкоди. У той же час відрізняється неточністю наведення і довгим часом перезарядки. |
|                          | | | |
| Dune 2000                | - Бойові танки мають міцнішу броню в порівнянні з аналогами з інших фракцій, яким поступаються в швидкості. - Девастатор більш не вибухає при знищенні. - У багатокористувацькому режимі Дім може тренувати імператорські війська сардукарів. | - Бойові танки мають міцнішу броню в порівнянні з аналогами з інших фракцій, яким поступаються в швидкості. - Девастатор більш не вибухає при знищенні. - У багатокористувацькому режимі Дім може тренувати імператорські війська сардукарів. | - Бойові танки мають міцнішу броню в порівнянні з аналогами з інших фракцій, яким поступаються в швидкості. - Девастатор більш не вибухає при знищенні. - У багатокористувацькому режимі Дім може тренувати імператорські війська сардукарів. |
|                          | | | |
| Emperor: Battle for Dune | Союз Дому та сардукарів розірвано, але він може бути відновлений. Харконнени є єдиною основною фракцією, нездатною мати союзниками фременів. | Союз Дому та сардукарів розірвано, але він може бути відновлений. Харконнени є єдиною основною фракцією, нездатною мати союзниками фременів. | Союз Дому та сардукарів розірвано, але він може бути відновлений. Харконнени є єдиною основною фракцією, нездатною мати союзниками фременів. |
|                          | | | |